# Vectores de fila y columna
En álgebra lineal, un «vector columna» con ⁠{\displaystyle m}⁠ elementos es una {\displaystyle m\times 1} matriz  que consta de una sola columna de ⁠{\displaystyle m}⁠ entradas, por ejemplo,
{\boldsymbol {x}}={\begin{bmatrix}x_{1}\\x_{2}\\\vdots \\x_{m}\end{bmatrix}}.
De manera similar, un «vector fila» es una matriz {\displaystyle 1\times n} para algún ⁠{\displaystyle n}⁠, que consiste en una sola fila de ⁠{\displaystyle n}⁠
entradas,
{\boldsymbol {a}}={\begin{bmatrix}a_{1}&a_{2}&\dots &a_{n}\end{bmatrix}}.
(A lo largo de este artículo, se utiliza negrita tanto para los vectores de fila como para los de columna).
La transposición (indicada por T) de cualquier vector fila es un vector columna, y la transposición de cualquier vector columna es un vector fila:
{\begin{bmatrix}x_{1}\;x_{2}\;\dots \;x_{m}\end{bmatrix}}^{\rm {T}}={\begin{bmatrix}x_{1}\\x_{2}\\\vdots \\x_{m}\end{bmatrix}}
y
{\begin{bmatrix}x_{1}\\x_{2}\\\vdots \\x_{m}\end{bmatrix}}^{\rm {T}}={\begin{bmatrix}x_{1}\;x_{2}\;\dots \;x_{m}\end{bmatrix}}.
El conjunto de todos los vectores de fila con n entradas en un campo dado (como los números reales) forma un espacio vectorial de dimensión n; de forma similar, el conjunto de todos los vectores de columna con m entradas forma un espacio vectorial de dimensión m.
El espacio de vectores de fila con n entradas puede considerarse como el espacio dual del espacio de vectores de columna con n entradas, ya que cualquier función lineal en el espacio de vectores de columna puede representarse como la multiplicación por la izquierda de un vector de fila único.

## Notación
Para simplificar la escritura de vectores columna en línea con otro texto, a veces se escriben como vectores fila con la operación de transposición aplicada.
{\displaystyle {\boldsymbol {x}}={\begin{bmatrix}x_{1}\;x_{2}\;\dots \;x_{m}\end{bmatrix}}^{\rm {T}}}
o
{\displaystyle {\boldsymbol {x}}={\begin{bmatrix}x_{1},x_{2},\dots ,x_{m}\end{bmatrix}}^{\rm {T}}}
Algunos autores también utilizan la convención de escribir tanto los vectores de columna como los vectores de fila como filas, pero separando los elementos de los vectores de fila con comas y los elementos de los vectores de columna con puntos y comas (véase la notación alternativa 2 en la tabla siguiente).
|                                                                                      | Vector fila                                                               | Vector columna |
| ------------------------------------------------------------------------------------ | ------------------------------------------------------------------------- | --- |
| Notación matricial estándar (espacios de matriz, sin comas, signos de transposición) | {\displaystyle {\begin{bmatrix}x_{1}\;x_{2}\;\dots \;x_{m}\end{bmatrix}}} | {\displaystyle {\begin{bmatrix}x_{1}\\x_{2}\\\vdots \\x_{m}\end{bmatrix}}{\text{ o }}{\begin{bmatrix}x_{1}\;x_{2}\;\dots \;x_{m}\end{bmatrix}}^{\rm {T}}} |
| Notación alternativa 1 (comas, signos de transposición)                              | {\displaystyle {\begin{bmatrix}x_{1},x_{2},\dots ,x_{m}\end{bmatrix}}}    | {\displaystyle {\begin{bmatrix}x_{1},x_{2},\dots ,x_{m}\end{bmatrix}}^{\rm {T}}}                                                                          |
| Notación alternativa 2 (comas y puntos y comas, sin signos de transposición)         | {\displaystyle {\begin{bmatrix}x_{1},x_{2},\dots ,x_{m}\end{bmatrix}}}    | {\displaystyle {\begin{bmatrix}x_{1};x_{2};\dots ;x_{m}\end{bmatrix}}}                                                                                    |

## Operaciones
La multiplicación de matrices consiste en multiplicar cada vector fila de una matriz por cada vector columna de otra matriz.
El producto escalar de dos vectores columna a, b, considerados como elementos de un espacio de coordenadas, es igual al producto matricial de la transposición de a con b,
{\displaystyle \mathbf {a} \cdot \mathbf {b} =\mathbf {a} ^{\intercal }\mathbf {b} ={\begin{bmatrix}a_{1}&\cdots &a_{n}\end{bmatrix}}{\begin{bmatrix}b_{1}\\\vdots \\b_{n}\end{bmatrix}}=a_{1}b_{1}+\cdots +a_{n}b_{n}\,,}
Por la simetría del producto escalar, el producto escalar de dos vectores columna a, b también es igual al producto matricial de la transpuesta de b con a,
{\displaystyle \mathbf {b} \cdot \mathbf {a} =\mathbf {b} ^{\intercal }\mathbf {a} ={\begin{bmatrix}b_{1}&\cdots &b_{n}\end{bmatrix}}{\begin{bmatrix}a_{1}\\\vdots \\a_{n}\end{bmatrix}}=a_{1}b_{1}+\cdots +a_{n}b_{n}\,.}
El producto matricial de un vector columna y un vector fila da el producto exterior de dos vectores a, b, un ejemplo del producto tensorial más general. El producto matricial de la representación vector columna de a y la representación vector fila de b da los componentes de su producto diádico,
{\displaystyle \mathbf {a} \otimes \mathbf {b} =\mathbf {a} \mathbf {b} ^{\intercal }={\begin{bmatrix}a_{1}\\a_{2}\\a_{3}\end{bmatrix}}{\begin{bmatrix}b_{1}&b_{2}&b_{3}\end{bmatrix}}={\begin{bmatrix}a_{1}b_{1}&a_{1}b_{2}&a_{1}b_{3}\\a_{2}b_{1}&a_{2}b_{2}&a_{2}b_{3}\\a_{3}b_{1}&a_{3}b_{2}&a_{3}b_{3}\\\end{bmatrix}}\,,}

## Transformaciones matriciales
Una matriz n × n M puede representar una aplicación lineal y actuar sobre vectores de fila y columna como la matriz de transformación de la aplicación lineal. Para un vector de fila v, el producto vM es otro vector de fila p: 
\mathbf {v} M=\mathbf {p} \,.
Otra matriz n × n Q puede actuar sobre p,
\mathbf {p} Q=\mathbf {t} \,.
Entonces se puede escribir t = pQ = vMQ, por lo que la transformación producto matricial MQ mapea v directamente a t. Continuando con los vectores de fila, se pueden aplicar transformaciones matriciales que reconfiguran aún más el espacio n a la derecha de las salidas anteriores.
Cuando un vector columna se transforma en otro vector columna bajo una acción matricial n × n, la operación se produce a la izquierda,
\mathbf {p} ^{\mathrm {T} }=M\mathbf {v} ^{\mathrm {T} }\,,\quad \mathbf {t} ^{\mathrm {T} }=Q\mathbf {p} ^{\mathrm {T} },
lo que da lugar a la expresión algebraica QM vT para la salida compuesta a partir de la entrada vT. Las transformaciones matriciales se acumulan a la izquierda en este uso de un vector columna como entrada para la transformación matricial.